# Leiyang
Leiyang (耒阳市S, LěiyángP) è una città-contea della Cina, situata nella provincia di Hunan e amministrata dalla prefettura di Hengyang.